# Héros de la fédération de Russie
Le titre de héros de la fédération de Russie (en russe : Герой Российской Федерации, Gueroï Rossiïskoï Federatsii) est le plus haut titre honorifique de la fédération de Russie. Il a été instauré après la dissolution de l'Union soviétique pour succéder au titre désormais abandonné de héros de l'Union soviétique.
Il récompense les individus pour « leur service à l'État et la nation russe, souvent en lien avec un exploit ou acte de bravoure ». Le titre est donné par décret du président de la fédération de Russie. Il n'est pas nécessaire d'être citoyen russe pour le recevoir.
Le titre a été créé en 1992 et a été attribué plus de 970 fois depuis sa création, dont 440 fois à titre posthume[Quand ?].

## Récipiendaires
La majorité des premiers bénéficiaires se répartissent en deux catégories : les participants aux conflits en Tchétchénie et les cosmonautes. Cette distinction a également été décernée à des sportifs, policiers, militaires, enseignants.